# Stefan Maciej Wojciechowski

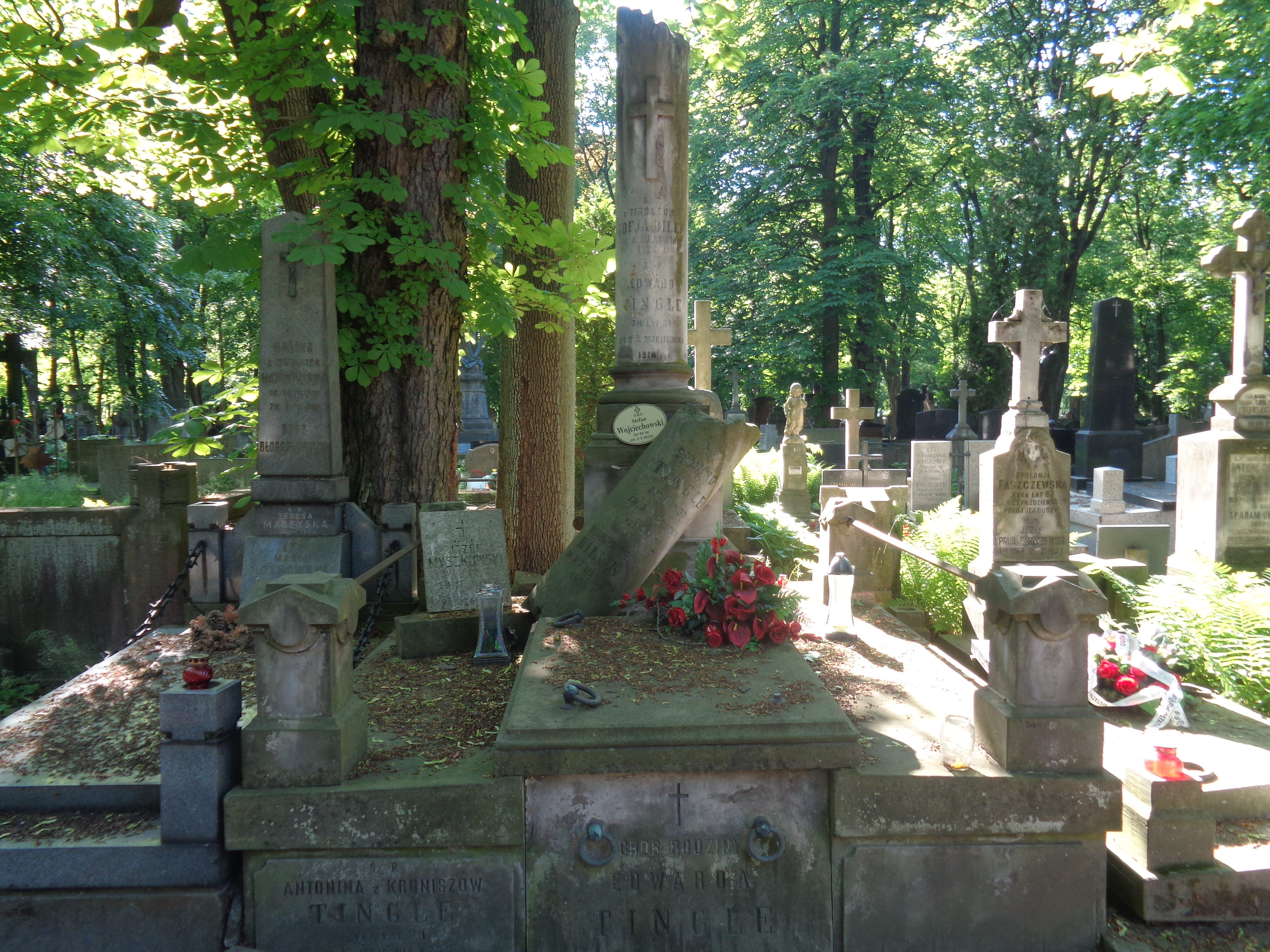
Grób Stefana Wojciechowskiego na cmentarzu powązkowskim w Warszawie

Stefan Maciej Wojciechowski (ur. 28 sierpnia 1925 w Żyrardowie, zm. 2 października 2010 w Warszawie) – polski uczony, specjalista w zakresie materiałoznawstwa, profesor doktor habilitowany inżynier Wydziału Inżynierii Materiałowej Politechniki Warszawskiej. Doktor Honoris Causa Politechniki Szczecińskiej i Honorowy Profesor Politechniki Śląskiej.

## Życiorys
Syn Wilhelma i Marii z domu Tingle. Podczas II wojny światowej studiował na tajnych kursach w Szkoła Inżynierska im. Hipolita Wawelberga i Stanisława Rotwanda, po zakończeniu okupacji kontynuował studia i ukończył je w 1946 uzyskując stopień inżyniera. Kontynuował naukę na Politechnice Śląskiej, gdzie w 1949 obronił przygotowaną pod kierunkiem prof. Fryderyka Stauba pracę magisterską. Od 1950 był zawodowo związany z Politechniką Warszawską. W 1965 wyjechał na roczny staż naukowy w Harvard University w Stanach Zjednoczonych, po powrocie obronił przygotowaną pracę i uzyskał stopień doktora habilitowanego. Od 1971 do 1973 był dziekanem Wydziału Mechanicznego Technologicznego PW, był współinicjatorem rozpoczęcia kształcenia w kierunku inżynierii materiałowej, w 1975 był organizatorem powstania Instytutu Inżynierii Materiałowej w którym objął funkcję dyrektora i pełnił ją do 1981. Od 1975 przez dziesięć lat był koordynatorem ogólnopolskiego problemu badawczego MR-1.21. W latach 1981–1987 był prorektorem Politechniki Warszawskiej, a następnie od 1987 do 1990 ponownie był dyrektorem Instytutu Inżynierii Materiałowej. W latach 1986–1990 był koordynatorem centralnego programu badawczo-rozwojowego CPBR 2.4 pt. „Nowe materiały i technologie”. Wykładał m.in. Podstawy Metalurgii i Podstawy Nauki o Materiałach, w 1999 przeszedł na emeryturę, ale pozostał aktywny zawodowo.
Pochowany na cmentarzu Powązkowskim w Warszawie (kw. 48, rząd 1, grób 10/11).